# Carogna

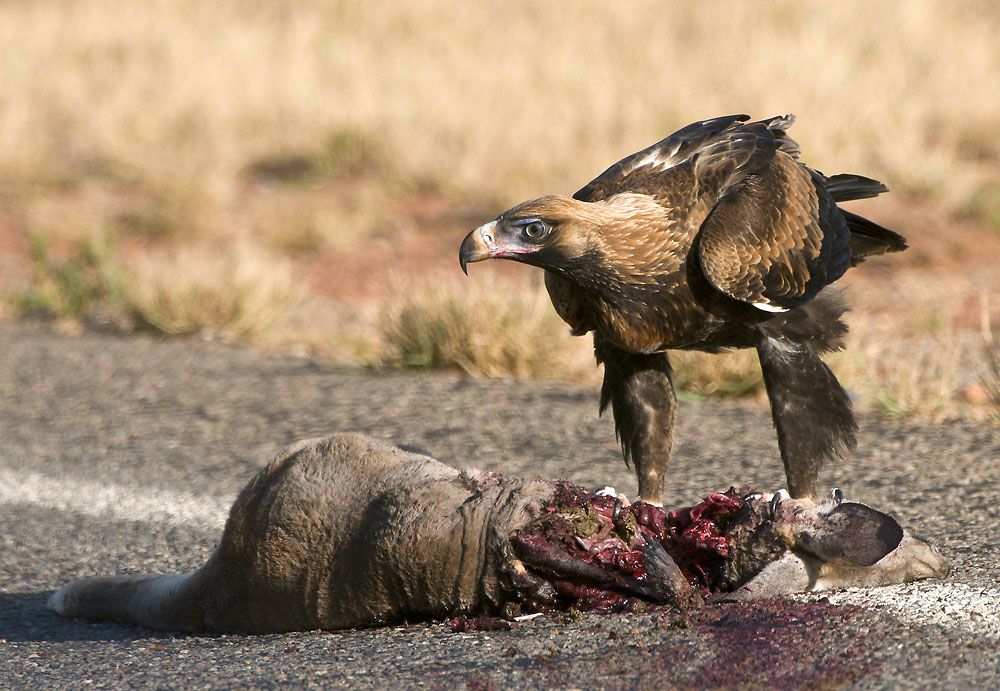
Un'aquila cuneata attratta dalla carogna di un canguro investito

La carogna è il corpo di un animale morto in stato di putrefazione.
Può diventare fonte di nutrimento per altri animali carnivori o onnivori della maggior parte degli ecosistemi. 

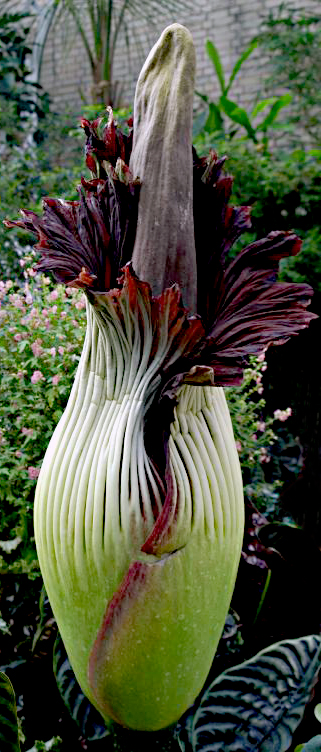
Amorphophallus titanum

Alcune piante e alcuni funghi simulano l'odore delle carogne per attirare gli insetti e favorire così la loro riproduzione. Tra questi vi sono l'Amorphophallus titanum, il Phallus impudicus, il Phallus hadriani ed il Clathrus ruber.